# エマ・マースク

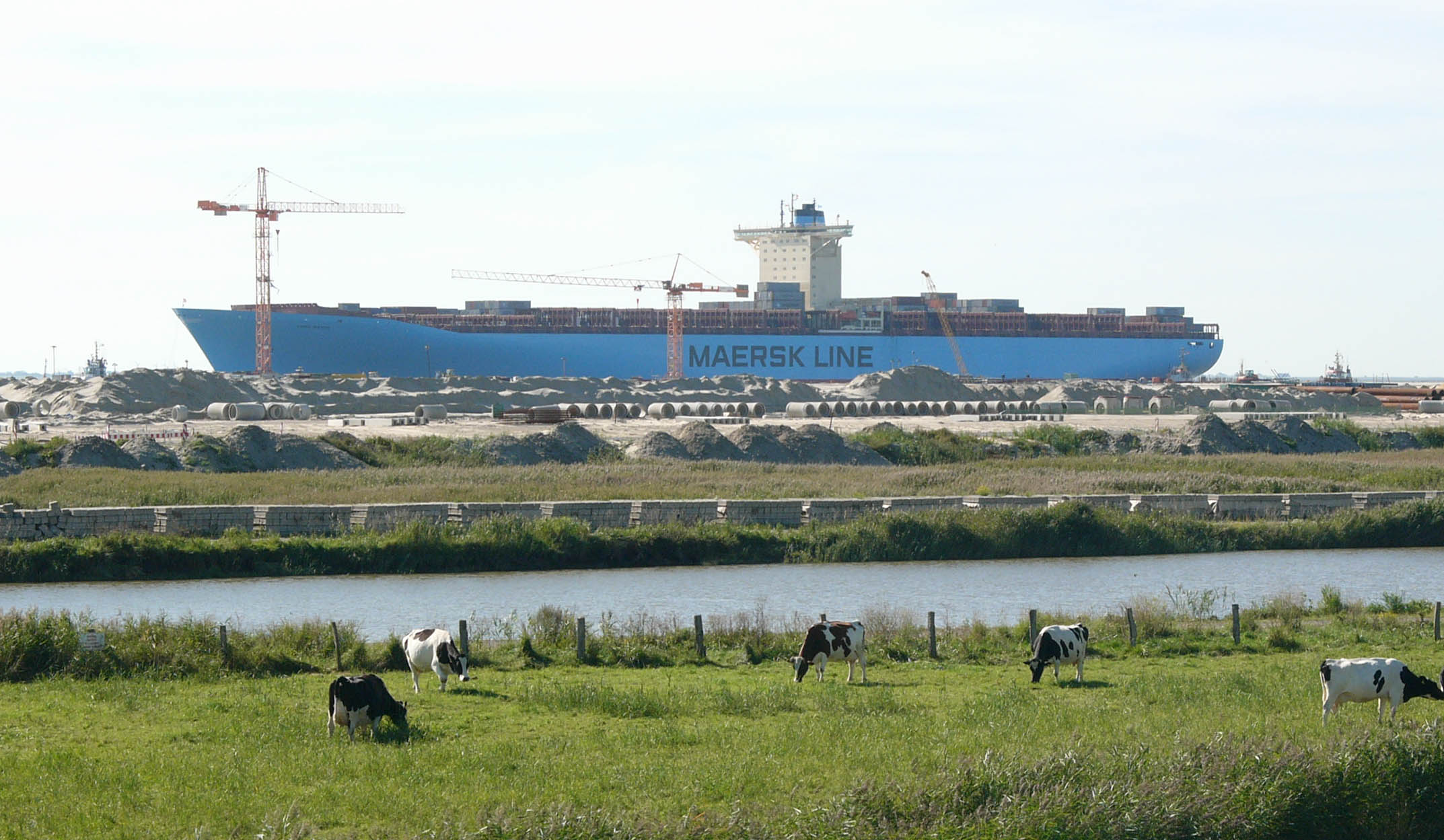
ドイツのブレーマーハーフェンにて

全長の比較

エマ・マースク（Emma Maersk）は、マースク・ラインが所有・運航しているコンテナ船で、2012年11月にCMA CGM マルコ・ポーロが就役するまで世界最大のコンテナ船であった。
PSクラス（エマ・マースク級）8隻の1番船として、2006年8月31日、デンマークのオーデンセ・スチール造船所で竣工（建造中に火災事故が起こり、当初予定より2ヶ月程遅れている）。9月7日から欧州〜極東航路に就航し、日本には10月8日神戸港（六甲アイランド）、9日名古屋港（飛島埠頭）、10日横浜港（南本牧埠頭）にそれぞれ初寄港した。しかし、現在では本船を含むPSクラスは日本への寄港を休止している。

## 特徴
総トン数、載貨重量トン数、長さ、幅、全てがそれまでのコンテナ船を大きく凌ぐ、就役当時は史上最大のコンテナ船で、397.71mの全長は船舶の歴史上でも8番目の長さであり（7番目までは全て全長400m超のタンカー）、
56.4m（コンテナ22列）の幅は従来船より10m以上も大きく、これに届くガントリークレーンを備えた港湾は限られている。
また、主機の単機出力109,000馬力のディーゼルエンジンは船舶に搭載されたものでは最強である。

## 同型船
- 「Estelle Maersk」
- 「Eleonora Maersk」
- 「Evelyn Maersk」
- 「Ebba Maersk」
- 「Elly Maersk」
- 「Edith Maersk」
- 「Eugen Maersk」